# بخش نیوپورت (شهرستان واشینگتن، اوهایو)
بخش نیوپورت (به انگلیسی: Newport Township) یک منطقهٔ مسکونی در ایالات متحده آمریکا است که در شهرستان واشینگتن، اوهایو واقع شده‌است.
 بخش نیوپورت ۹۲٫۴ کیلومتر مربع مساحت و ۲٬۱۷۶ نفر جمعیت دارد و ۳۰۳ متر بالاتر از سطح دریا واقع شده‌است.